# 682 Hagar
Hagar è un asteroide della fascia principale. Scoperto nel 1909, presenta un'orbita caratterizzata da un semiasse maggiore pari a 2,6519516 UA e da un'eccentricità di 0,1747428, inclinata di 11,49060° rispetto all'eclittica.
Stanti i suoi parametri orbitali, è considerato un membro della famiglia Eunomia di asteroidi.
Il suo nome fa riferimento ad Agar, personaggio biblico dalla cui unione con Abramo nacque Ismaele.